# Billboardlistans förstaplaceringar 1975
Billboardlistans förstaplaceringar 1975

## Lista
| Datum        | Låt                                                              | Artist                               |
| 4 januari    | "Lucy in the Sky with Diamonds"                                  | Elton John                           |
| 11 januari   | "Lucy in the Sky with Diamonds"                                  | Elton John                           |
| 18 januari   | "Mandy"                                                          | Barry Manilow                        |
| 25 januari   | "Please Mr. Postman"                                             | The Carpenters                       |
| 1 februari   | "Laughter in the Rain"                                           | Neil Sedaka                          |
| 8 februari   | "Fire"                                                           | Ohio Players                         |
| 15 februari  | "You're No Good"                                                 | Linda Ronstadt                       |
| 22 februari  | "Pick Up the Pieces"                                             | Average White Band                   |
| 1 mars       | "Best of My Love"                                                | The Eagles                           |
| 8 mars       | "Have You Never Been Mellow"                                     | Olivia Newton-John                   |
| 15 mars      | "Black Water"                                                    | The Doobie Brothers                  |
| 22 mars      | "My Eyes Adored You"                                             | Frankie Valli                        |
| 29 mars      | "Lady Marmalade"                                                 | LaBelle                              |
| 5 april      | "Lovin' You"                                                     | Minnie Riperton                      |
| 12 april     | "Philadelphia Freedom"                                           | Elton John Band                      |
| 19 april     | "Philadelphia Freedom"                                           | Elton John Band                      |
| 26 april     | "(Hey Won't You Play) Another Somebody Done Somebody Wrong Song" | B. J. Thomas                         |
| 3 maj        | "He Don't Love You (Like I Love You)"                            | Tony Orlando and Dawn                |
| 10 maj       | "He Don't Love You (Like I Love You)"                            | Tony Orlando and Dawn                |
| 17 maj       | "He Don't Love You (Like I Love You)"                            | Tony Orlando and Dawn                |
| 24 maj       | "Shining Star"                                                   | Earth, Wind & Fire                   |
| 31 maj       | "Before the Next Teardrop Falls"                                 | Freddy Fender                        |
| 7 juni       | "Thank God I'm a Country Boy"                                    | John Denver                          |
| 14 juni      | "Sister Golden Hair"                                             | America                              |
| 21 juni      | "Love Will Keep Us Together"                                     | Captain & Tennille                   |
| 28 juni      | "Love Will Keep Us Together"                                     | Captain & Tennille                   |
| 5 juli       | "Love Will Keep Us Together"                                     | Captain & Tennille                   |
| 12 juli      | "Love Will Keep Us Together"                                     | Captain & Tennille                   |
| 19 juli      | "Listen to What the Man Said"                                    | Wings                                |
| 26 juli      | "The Hustle"                                                     | Van McCoy and the Soul City Symphony |
| 2 augusti    | "One of These Nights"                                            | The Eagles                           |
| 9 augusti    | "Jive Talkin'"                                                   | Bee Gees                             |
| 16 augusti   | "Jive Talkin'"                                                   | Bee Gees                             |
| 23 augusti   | "Fallin' in Love"                                                | Hamilton, Joe Frank & Reynolds       |
| 30 augusti   | "Get Down Tonight"                                               | KC and the Sunshine Band             |
| 6 september  | "Rhinestone Cowboy"                                              | Glen Campbell                        |
| 13 september | "Rhinestone Cowboy"                                              | Glen Campbell                        |
| 20 september | "Fame"                                                           | David Bowie                          |
| 27 september | "I'm Sorry" / "Calypso"                                          | John Denver                          |
| 4 oktober    | "Fame"                                                           | David Bowie                          |
| 11 oktober   | "Bad Blood"                                                      | Neil Sedaka                          |
| 18 oktober   | "Bad Blood"                                                      | Neil Sedaka                          |
| 25 oktober   | "Bad Blood"                                                      | Neil Sedaka                          |
| 1 november   | "Island Girl"                                                    | Elton John                           |
| 8 november   | "Island Girl"                                                    | Elton John                           |
| 15 november  | "Island Girl"                                                    | Elton John                           |
| 22 november  | "That's the Way (I Like It)"                                     | KC and the Sunshine Band             |
| 29 november  | "Fly, Robin, Fly"                                                | Silver Convention                    |
| 6 december   | "Fly, Robin, Fly"                                                | Silver Convention                    |
| 13 december  | "Fly, Robin, Fly"                                                | Silver Convention                    |
| 20 december  | "That's the Way (I Like It)"                                     | KC and the Sunshine Band             |
| 27 december  | "Let's Do It Again"                                              | The Staple Singers                   |